# تغير لوني

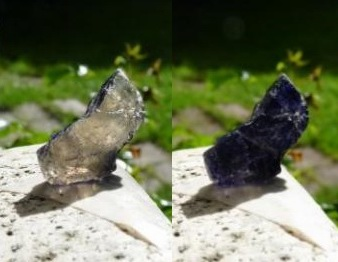
ملاحظة التغير اللوني في معدن الكورديريت عند تغيير فلتر الاستقطاب لعدسة الكاميرا.

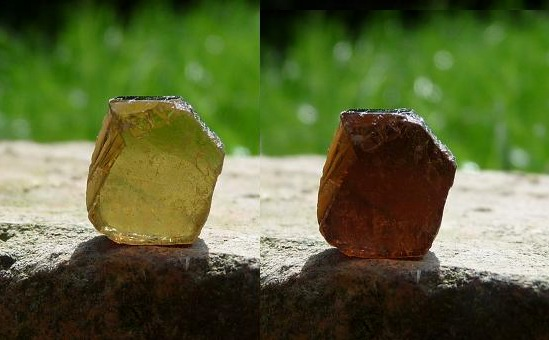
ملاحظة التغير اللوني في معدن التورمالين عند تغيير فلتر الاستقطاب لعدسة الكاميرا.

التغير اللوني  هي ظاهرة بصرية تبدي فيها المادة ألواناً مختلفة عند النظر إليها من زوايا مختلفة، وخاصة عند استعمال ضوء مستقطب.
يعود تفسير هذه الظاهرة إلى أن البلورات متباينة الخواص هي ذات خواص بصرية مختلفة تتفاوت مع تغير مستوي الضوء. إن اتجاه الحقل الكهربائي يحدد استقطاب الضوء، وتستجيب البلورات بأساليب مختلفة إذا تغيرت تلك الزاوية، وخاصة عند البلورات التي تحوي محوراً بصرياً واحداً أو اثنين. وتحدث ظاهرة التغير اللوني إذا تغير امتصاص الضوء مع تغير الزاوية بالنسبة إلى المحور البصري.